# Vincenzo Moretti (calciatore)
Vincenzo Moretti (Caserta, 19 novembre 1976) è un ex calciatore italiano, di ruolo difensore.

## Carriera
Cresciuto nelle giovanili della squadra della sua città, la Casertana, ha militato in carriera in numerose squadre. Dopo due anni nel campionato Dilettanti nella stagione 1995-1996 viene ingaggiato dall'Avellino, quell'anno in Serie B; in questa stagione non gioco nessuna partita, rinviando così il suo esordio nella serie cadetta. L'anno seguente tornò alla Casertana, nel campionato Dilettanti, disputando un incontro nella stagione che vide la sua squadra conquistare la Serie C2. L'anno seguente avvenne il suo esordio nel calcio professionistico, sempre vestendo i colori rossoblu della sua città.
Nella stagione 1997-1998 torna a giocare il campionato Dilettanti, questa volta vestendo la casacca del Campobasso, dove resta un solo anno prima di approdare nelle schiere del Fano, in Serie C2, società che abbandonerà a metà stagione per passare al Giulianova in Serie C1.
La stagione 1999-2000 lo vede di nuovo cambiare casacca e passare a vestire i colori della Cavese in Serie C2, prima di tornare per due stagioni al Campobasso. L'annata 2002-2003 invece vede il suo passaggio al Martina in Serie C1, in una stagione caratterizzata da 32 presenze e 5 gol.
A quasi dieci anni di distanza torna all'Avellino, neopromosso in Serie B e allenato da Zdeněk Zeman. Esordisce così nella serie cadetta, il 23 settembre 2003, ad Avellino contro il Torino. A fine stagione l'Avellino retrocede in Serie C1. Moretti realizza 8 gol in campionato, fra cui quello del 2-0 nella finale dei play-off contro il Napoli (partita terminata 2-1) che vede riapprodare la squadra irpina nella serie cadetta. La nuova avventura in Serie B per Moretti si interrompe a gennaio, quando dopo 16 partite e 4 gol viene ceduto in prestito con opzione di riscatto al Genoa, che in quella stagione militava in Serie C1, conquistando all'ombra della lanterna con la squadra genoana un'altra promozione in Serie B in una finale dei play-off.
Nell'estate 2006 riapproda ad Avellino, retrocesso in Serie C1.
Nell'agosto del 2007, dopo aver rescisso il contratto con l'Avellino, passa alla Cremonese del Cavaliere Giovanni Arvedi che milita in Serie C1, con un contratto biennale.

## Palmarès

### Club

#### Competizioni nazionali
- Lega Pro Seconda Divisione: 1

Juve Stabia: 2009-2010

#### Competizioni interregionali
- Coppa Italia Dilettanti (Fase C.N.D.): 1

Campobasso: 1997-1998